# Friedrich Jakob Schmitthenner
Friedrich Jakob Schmitthenner, född 17 mars 1796 i Oberdreis, död 19 juni 1850 i Gießen, var en tysk politisk tänkare som framförde en organisk statsteori.
Schmitthenners politisk-filosofiska uppfattning är baserad på en platonisk idélära. Han definierar det organiska som "den externa manifestationen av en objektiv andlig princip" eller "framträdandet av det ideala in i verkligheten". Allting som genomgår utveckling har en "idé" som sin essens. Någontings idé är dess öde (Bestimmung), eller en andliga prototyp på vad som komma skall. Idén bestämmer tingens allmänna natur och utveckling, men tingens specifika manifestation betingas på olika sätt av yttre omständigheter. Det finns dock alltid en ihållande rörelse mot ett mera komplett uppfyllande av idén, och detta är en nödvändig process som ingen mänsklig makt permanent kan hindra. Idéns karakteristiska attribut är att den måste existera
("Die Idee soll sein").
Idéns förverkligande gäller inte bara individer utan också för sammanslutningar - familjen, kyrkan, staten. Staten är nödvändig och organisk och har sin idé som utgör prototypen för ett system av institutioner för lagar, kultur och materiellt välbefinnade. Individen kan enligt Schmitthenner inte uppfylla sitt öde utanför staten, ty "hans främsta känslor och krafter - kärlek, plikt, språk - tillhör inte individen, utan det sociala livet".